# 대암중학교
대암중학교(大巖中學校)는 대한민국 강원특별자치도 양구군 동면 지석리에 있는 공립 중학교이다.

## 학교 연혁
- 1970년 6월 1일 : 대암중학교 설립인가
- 1970년 11월 30일 : 본관 및 부속 건물 준공
- 1971년 1월 4일 : 대암중학교 6학급 인가
- 1971년 3월 5일 : 개교 및 제1회 입학식 거행
- 1971년 3월 10일 : 초대 송하식 교장 취임
- 1974년 2월 20일 : 제1회 졸업식 거행
- 1990년 11월 9일 : 본관 2층 교실 증축
- 1991년 12월 31일 : 교직원 관사 신축
- 2013년 10월 26일 : 다목적 체육관 우암관 개관식
- 2019년 2월 13일 : 특별교실 음악실 신축
- 2023년 12월 29일 : 제51회 졸업식
- 2024년 3월 1일 : 제25대 한종만 교장 부임

## 참고 자료
- 대암중학교 - 한국교육학술정보원 학교알리미